# 天子
天子意指上天之兒子，象徵統治天下之權力源自上天。是中國共主及帝王之頭銜，在后世的文献中黃帝、堯、舜都被尊為天子。从周朝开始「天子」成為了君主的正式名號。而自秦始皇開始，中國統治者都冠上皇帝頭銜，也稱天子，類似於单于、天皇、可汗等稱號。天子的命令又稱「聖旨」，即“德为圣人”的旨意。明清兩朝皇帝使用的「奉天承運皇帝」一辭，彰顯了帝王權力受命於天，類同於西方所稱君權神授。「天」在此意為「天神」或「上帝」、「天公」。中國歷史上的冊封體系，認為「天無二日，國無二君」，天下只有一個天子，只有中國的皇帝才有資格稱“天子”，其餘國家的君主最多只能叫「大王」或「國王」，藩屬國的國王向中國皇帝稱臣納貢，如朝鮮國王，而越南等國採取「外王內帝」的策略，對中國稱臣，對內也自稱天子。日本飛鳥時代九州的倭國派遣隋使，國書中自称「日出处天子」，致使煬帝大怒。清代前中期也因禮儀問題與歐洲使節馬格爾尼、戈洛夫金等人產生嚴重衝突。直至近代被歐美列強打開國門後，此種觀念方才逐漸消弭。

## 背景
隨著人類由漁獵採集時代演化到畜牧農耕時代，原先人們在漁獵時對於體力和反射神經的要求極高，但到了農牧時轉而開始重視起了管理、守望、互助合作。反映在宗教現實上，也由對於禽獸草木的力量萬物崇拜轉型到了對於祖先靈魂、英雄、智者的人形崇拜。
隨著人口數目的增加，上下之間的階層關係也益加嚴密。群體彼此間也會發生摩擦，這種各自為政，只有宗主的現象不利發展，於是出現共主。在上位者意欲領導統御眾民，在民智未開的西方，只有透過宗教是迅速而便捷的。為了自己在民眾之中的威信，自己或手下的依從者便會加上特別的傳說：或是誕生時有異象、或是天賦異稟、或者智勇過人。建立一般人對領導者的崇拜與信心。和西方不同的是，中國的皇帝並非真正意義上至高無上的「神」，而一定是「有德」的賢君，一旦「失德」就有被推翻的可能性。
晁福林認為，夏商兩代時，管理的國土或民眾已經擴大到包含許多不同的氏族與部落。君王本身所擁有的傳說顯然無法貼切的讓所有的人民都明白，君權神授的概念在此開始萌芽——我的權力是天地一切執掌者所賦予的。天是每個人都必定看得到的，又接觸不到的，而天意可經由「占卜」所顯示。這樣的概念一經釋放，便可以在群眾心中形成敬畏的心態。從甲骨文得知祖先神和自然神信仰在商朝盛行，他们相信先王和功臣死后会普遍成为鬼神并保護萬民。而在夏商两代的原始多神教信仰下，并不存在一个至高无上的神，祭祀只针对祖先神和自然神；卜辞中的“帝（天）”也只是自然规律的一种体现，天帝虽然被经常贞问但从不被祭祀，其不食人间香火而通常并不直接干预人世间的事务，因此夏商两代的最高统治者只称“王”而尚无“天子”一称。传世文献中对夏商两代的“天子”描述则为后世所追叙，《商书》中的“天命”则为“祖宗之命（祖先神能舍弃人们的生命，也能保佑人们）”， 而并非后世概念中决定朝代兴亡的“天命”。
晁福林亦認為，周朝時王权相对于夏商两代强化，便把夏商的原始多神教转化为神道设教而为政治统治服务，开始出现了“天子”一称（意为周王是天帝之子）。周人拉近了原来被高悬一格、不食人间烟火的“帝”与人世的距离，周代的“帝”不仅“降懿德”，还能监视臣民的一言一行，以“帝”、“天”为主的神灵世界成为周代王权强有力的后盾，并确立了以“天命”为核心的统治观。周武王则开始设立专门的籍田祭祀天帝，以作为周代商合法性的由来。在周人的文献記載中，曾述及殷商是因敗德所致才被周室取代。《大誥》一篇中，更直接記載著周公論及周興商亡的始末，周公認為商失道而周室因明德獲得天命，而明德的首要條件乃是取得民意的支持。天子只是「受命於天」，上天神祇把天子賜給下界,而由天子去行使天命，在於其是否有合乎天意的德行，即所謂的「明德」，天子明德才不會失道。周室推行禮樂制度，強調長次有序，將人民原本的原始多神教信仰，轉化為一套天命思想。后世的皇权专制时代的最高统治者也一直沿用周人的君权神授理论下的“天子”名号。

## 權力
在中國古代，不少思想家認為，天子只是「受命於天」，而非至高無上者，即使是人中之王，還是要受天命約束。倘天子「逆天而行」，如暴虐無道使百姓受苦，人民是有權推翻他的。如儒家的孟子就曾經說過：「聞誅一夫紂矣，未聞弒君也。」只有天子是受命於天，因此統治世上每個角落:203。不只本土，周邊各民族也必須承認天子權威，受其冊封並向其朝貢；如有不從，就遭到無視，或視其為化外之民、蠻夷戎狄:203。

## 文献记载
- 「蔡邕《獨斷》，漢百戶小吏稱天子曰『大家』。晉曰『天』。唐人多曰『天家』，又云『官』。今人曰『官家』，禁中又相語曰『官裡』。官家之義，蓋取『五帝官天下，三王家天下』。」——趙彥衛《雲麓漫鈔》卷三[21][22]